# Red Snow

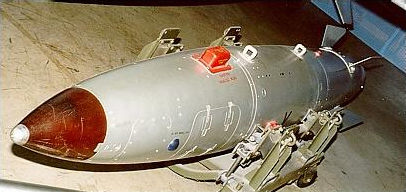
B28 o projeto mãe do Red Snow.

Red Snow foi uma linha de bombas termonucleares do Reino Unido, são praticamente uma copia se não idênticos as bombas americanas B28, ela so foi desenvolvida em 1958 depois da decisão de adotar bombas estadunidenses para uso britânico, tinha um rendimento de 1,1 megaton, estava em serviço de 1961-1972, quando foi substituida pela WE.177, foram produzidas cerca de 150 bombas.
Ela era utilizada tanto em queda livre como para mísseis.